# 유기 전계효과 트랜지스터

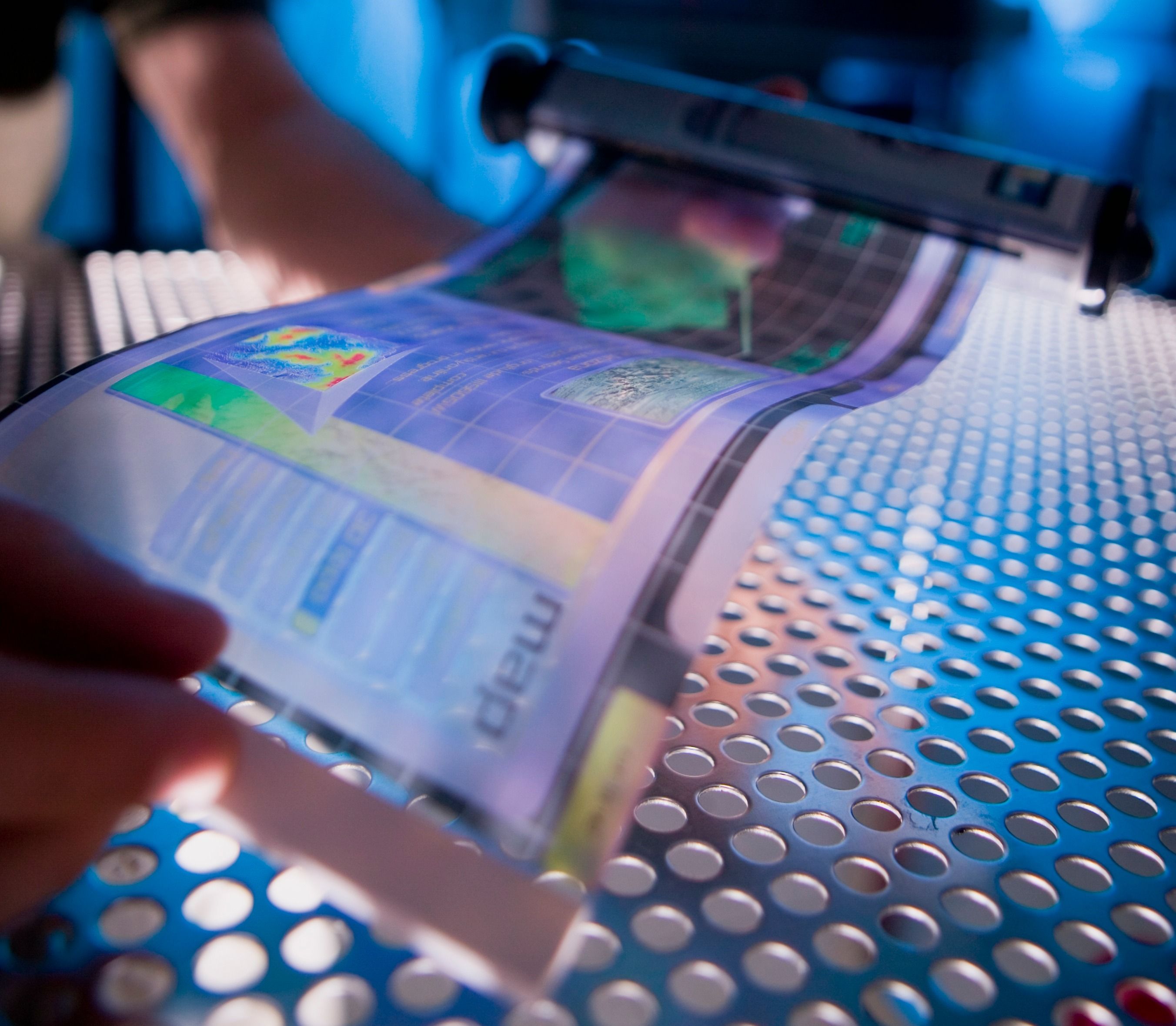
OFET 기반 플렉서블 디스플레이

유기 전계효과 트랜지스터(Organic Field-Effect Transistor, OFET)는 트랜지스터의 채널에 유기 반도체 기술을 사용한 전계효과 트랜지스터이다. 유기 전계효과 트랜지스터는 작은 분자의 진공 증착법이나 중합체의 용액 주형법으로 제조할 수 있다. 유기 전계효과 트랜지스터는 큰면적 전자제품을 낮은 가격으로 제조하기 위해서 개발되었다. 유기 전계효과 트랜지스터는 다양한 소자 구조로 제조된다. 가장 일반적으로 사용되는 소자 구조는 아래 게이트와 위쪽 드레인-소스 전극이다. 왜냐하면 게이트 유전체로 열증착 Si/SiO2를 사용한 박막 트랜지스터와 비슷하기 때문이다. (메타크릴산 메틸) 폴리 (아크릴 유리)처럼 유기 중합체도 유전체로 사용될 수 있다.
2007년 5월에, 소니는 유기물 박막 트랜지스터와 유기물 화소로 만들어진 풀컬러 플렉서블 플라스틱 디스플레이를 발표했다. 2008년 2월 5일에, 포스텍은 화학공학과 조길원 교수 연구팀이 고성능 유기박막 트랜지스터를 개발하는 데 성공했다고 발표했다.

## 재료
유기 전계효과 트랜지스터 물질의 공통된 특징은 방향족성 혼합물이나 혹은 궤도파동함수의 비편재화를 쉽게하는 공액 전하 시스템이다. 전자를 끄는 그룹이나 주는 그룹은 전자홀이나 전자가 이동하기 쉽게 붙일 수 있다. 유기 전계효과 트랜지스터는 활성 반도체층으로 다양한 방향족성과 결합성 물질을 사용한다. 활성 반도체층은 루브렌, 테트라센, 펜타센, 전하 이동 착체 (TCNQ)나 다양한 중합체같은 소형 분자가 포함되어 있다. 이 영역의 연구는 매우 활발하며, 새롭게 합성되고 실험한 화합물은 어드밴시드매트리얼스, 미국 화학회지, 캐미스트리오브매트리얼, 앙케완테케미같은 유명한 주간 학술지에 발표된다. 학술지는 이런 물질의 개발에 대한 다양한 기사가 기록되어 있다.

## 유기 발광 전계효과 트랜지스터
온되었을 경우에 전류가 트랜지스터를 통과하기 때문에, 유기 전계효과 트랜지스터는 내부의 전류 변화와 빛방출에 따라서 발광 소자로 사용될 수 있다. 2003년에, 독일 그룹은 세계최초로 유기 발광 전계효과 트랜지스터 (OLET)를 발표했다. 유기 발광 전계효과 트랜지스터의 구조는 서로 맞물린 금 소스-드레인 전극과 다결정 테트라센 박막으로 구성된다. 양전하 (정공)와 음전하 (전자)는 금단자로 주입되어, 테트라센이 전계 발광하게 된다.

## 참조
1. ↑  プラスチックフィルム上の有機TFT駆動有機ELディスプレイで世界初のフルカラー表示を実現
2. ↑  “종이처럼 인쇄되는 ‘유기반도체’ 개발”. 2008년 2월 11일에 원본 문서에서 보존된 문서. 2008년 2월 11일에 확인함.
3. ↑  C.D. Dimitrakopoulos and P.R.L. Malenfant, Adv. Mater. 14 (2002년), p. 99
4. ↑  C. Reese, M. Roberts, M. Ling and Z. Bao, Mater. Today 7 (2004년), pp. 20–27
5. ↑  Aline Hepp, Holger Heil, Wieland Weise, Marcus Ahles, Roland Schmechel, and Heinz von Seggern, "Light-Emitting Field-Effect Transistor Based on a Tetracene Thin Film", Phys. Rev. Lett. 91, 157406 (2003년), http://link.aps.org/abstract/PRL/v91/e157406, DOI: 10.1103/PhysRevLett.91.157406

## 같이 보기
- 유기 발광 다이오드
- 플렉서블 디스플레이
- 말 수 있는 디스플레이